# ハーフマラソン

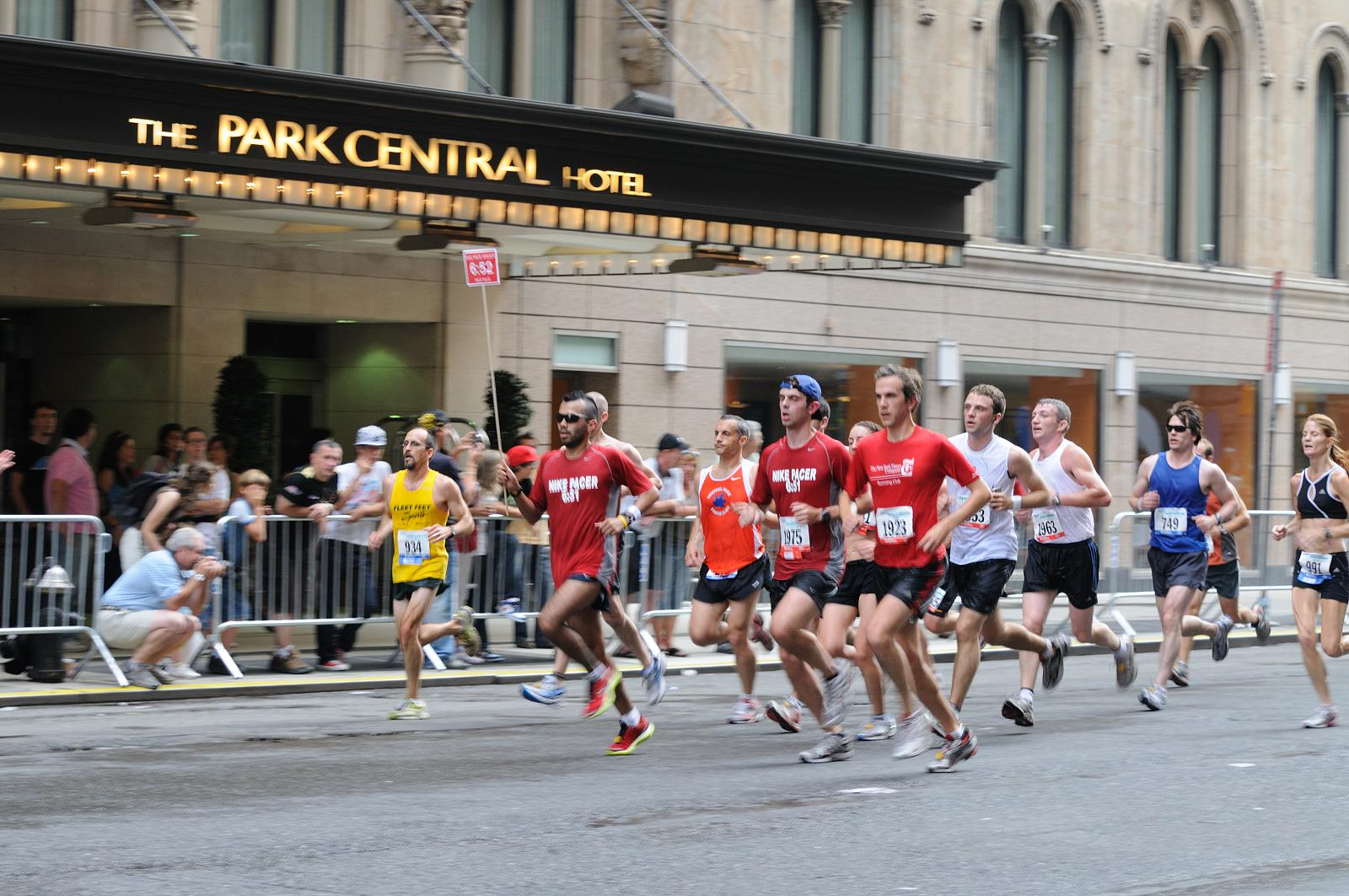
2008年のニューヨーク・シティ・ハーフマラソン

ハーフマラソンとは、長距離走のひとつで、マラソンの半分の距離である21.0975キロメートルを公道コースで走る陸上競技の種目。
日本においては、市民ランナーに人気の競技であり、秋冬のシーズンには全国で多数の大会が開催される。特に関東の大学生は箱根駅伝の1区間あたりの距離に近いことから、練習の一環、またはチーム内のメンバー選考の位置づけとして、出場選手のほとんどが経験している。なお、道路日本記録として公認されたのは1986年からと、比較的歴史は浅い。
コースによって条件が異なるロードレースは、ワールドアスレティックス（世界陸連、旧国際陸上競技連盟=国際陸連）が記録公認をしていなかったため、これまでの記録を上回っても、「新記録」ではなく「最高記録」と言われていたが、2004年、国際陸連は、距離計測方法、スタートとゴールの高低差など記録公認諸条件を整備、マラソンを含む道路競技の記録も「新記録」と表現されるようになった。
主要な大会は日本陸連の公認コースとなっている。公認の条件として、スタートとゴールの高低差（レース距離の1000分の1以上、下っていないこと）、両地点の直線距離（レース距離の2分の1以上、離れていないこと）などがある。また、ハーフマラソンとマラソンに限り、片道コースの記録が世界記録を上回った場合、別途、片道コースの世界最高記録として公認される。

## 世界歴代10傑
|    | タイム   | 氏名                         | 所属       | 場所               | 日付           |
| -- | -------- | ---------------------------- | ---------- | ------------------ | -------------- |
| 1  | 56分42秒 | ジェイコブ・キプリモ         | ウガンダ   | バルセロナ         | 2025年2月16日  |
| 2  | 57分30秒 | ユーミフ・ケジェルチャ       | エチオピア | バレンシア         | 2024年10月27日 |
| 3  | 57分32秒 | キビウォット・カンディ       | ケニア     | バレンシア         | 2020年12月6日  |
| 4  | 57分41秒 | ハゴス・ゲブリウェト         | エチオピア | バレンシア         | 2023年10月22日 |
| 5  | 57分49秒 | ロネックス・キプルト         | ケニア     | バレンシア         | 2020年12月6日  |
| 6  | 57分59秒 | アレクサンダー・ムティソ     | ケニア     | バレンシア         | 2020年12月6日  |
| 7  | 58分01秒 | ジョフリー・カムウォロル     | ケニア     | コペンハーゲン     | 2019年9月15日  |
| 8  | 58分02秒 | サバスチャン・キマル・サウェ | ケニア     | ローマ・オスティア | 2022年3月6日   |
| 9  | 58分07秒 | アベル・キプチュンバ         | ケニア     | バレンシア         | 2021年10月24日 |
| 10 | 58分10秒 | イサイア・キプコエチ・ラソイ | ケニア     | バレンシア         | 2024年10月27日 |

|    | タイム        | 氏名                           | 所属       | 場所                 | 日付           |
| -- | ------------- | ------------------------------ | ---------- | -------------------- | -------------- |
| 1  | 1時間02分51秒 | レテセンベト・ギデイ           | エチオピア | バレンシア           | 2021年10月24日 |
| 2  | 1時間03分04秒 | アグネス・ゲティチ             | ケニア     | バレンシア           | 2024年10月27日 |
| 3  | 1時間03分21秒 | フォティエン・テスファイ       | エチオピア | バレンシア           | 2024年10月27日 |
| 4  | 1時間03分32秒 | リリアン・カサイト・レンゲルク | ケニア     | バレンシア           | 2024年10月27日 |
| 5  | 1時間03分43秒 | イェムゼルフ・イェフアラウ     | エチオピア | アントリム           | 2021年8月29日  |
| 6  | 1時間04分02秒 | ルース・チェプンゲティッチ     | ケニア     | イスタンブール       | 2021年4月4日   |
| 7  | 1時間04分14秒 | ギルマウィット・ゲブルジハイル | エチオピア | ラアス・アル＝ハイマ | 2022年2月19日  |
| 7  | 1時間04分14秒 | エイガイエフ・タイエ           | エチオピア | バレンシア           | 2024年10月27日 |
| 9  | 1時間04分11秒 | ジョイシリン・ジェプコスゲイ   | ケニア     | バルセロナ           | 2025年2月16日  |
| 10 | 1時間04分22秒 | ヘレン・オビリ                 | ケニア     | ラアス・アル＝ハイマ | 2022年2月19日  |

### 参考記録
| タイム        | 氏名                       | 所属       | 場所             | 日付          | 非公認理由 | 備考 |
| ------------- | -------------------------- | ---------- | ---------------- | ------------- | ---------- | ---- |
| 1時間04分28秒 | ブリジット・コスゲイ       | ケニア     | ニューキャッスル | 2019年9月8日  | 30.5m下り  |      |
| 1時間03分43秒 | イェムゼルフ・イェフアラウ | エチオピア | 北アイルランド   | 2021年8月29日 | 距離不足   |      |

## エリア記録
| エリア     | タイム   | 名前                               | 所属             | 場所                 | 日付           |
| ---------- | -------- | ---------------------------------- | ---------------- | -------------------- | -------------- |
| アフリカ   | 56分42秒 | ジェイコブ・キプリモ               | ウガンダ         | バルセロナ           | 2025年2月16日  |
| アジア     | 58分40秒 | アブラハム・ナイベイ・チェロベン   | バーレーン       | コペンハーゲン       | 2017年9月17日  |
| ヨーロッパ | 59分13秒 | ジュリアン・ワンダース             | スイス           | ラアス・アル＝ハイマ | 2019年2月8日   |
| 北アメリカ | 59分15秒 | コナー・マンツ                     | アメリカ合衆国   | ニューヨーク         | 2025年3月16日  |
| 南アメリカ | 59分33秒 | マリウソン・ゴメス・ドス・サントス | ブラジル         | ウーディネ           | 2007年10月14日 |
| オセアニア | 59分47秒 | ゼーン・ロバートソン               | ニュージーランド | 丸亀                 | 2015年2月1日   |

| エリア     | タイム        | 名前                       | 所属             | 場所             | 日付           |
| ---------- | ------------- | -------------------------- | ---------------- | ---------------- | -------------- |
| アフリカ   | 1時間02分51秒 | レテセンベト・ギデイ       | エチオピア       | バレンシア       | 2021年10月24日 |
| アジア     | 1時間05分22秒 | ヴィオラ・ジェプチュンバ   | バーレーン       | プラハ           | 2017年4月1日   |
| ヨーロッパ | 1時間05分15秒 | シファン・ハッサン         | オランダ         | コペンハーゲン   | 2018年9月16日  |
| 北アメリカ | 1時間06分25秒 | ウェイニ・ケラティフレスギ | アメリカ合衆国   | ヒューストン     | 2023年1月15日  |
| 南アメリカ | 1時間09分31秒 | フロレンシア・ボレッリ     | アルゼンチン     | ブエノスアイレス | 2022年8月21日  |
| オセアニア | 1時間07分11秒 | キンバリー・スミス         | ニュージーランド | フィラデルフィア | 2011年9月18日  |

## U20世界歴代10傑
- 世界陸連はハーフマラソンのU20・U18記録を公認していない
- 樹立年の12月31日時点で年齢が20歳未満である選手のみが対象となる。

|    | タイム   | 氏名                       | 所属       | 場所         | 日付           |
| -- | -------- | -------------------------- | ---------- | ------------ | -------------- |
| 1  | 58分49秒 | ジェイコブ・キプリモ       | ウガンダ   | グディーニャ | 2020年10月17日 |
| 2  | 59分16秒 | サムエル・カマウ・ワンジル | ケニア     | ロッテルダム | 2005年9月11日  |
| 3  | 59分21秒 | ステファン・キプロプ       | ケニア     | バレンシア   | 2018年10月28日 |
| 4  | 59分22秒 | Amedework Walelegn         | エチオピア | ニューデリー | 2018年10月21日 |
| 5  | 59分31秒 | ジョフリー・カムウォロル   | ケニア     | ニューデリー | 2017年11月17日 |
| 6  | 59分36秒 | ティラフン・レガッサ       | エチオピア | リール       | 2008年9月6日   |
| 7  | 59分37秒 | Bravin Kipkogei KIPTOO     | ケニア     | バレンシア   | 2020年12月6日  |
| 8  | 59分39秒 | Abeje AYANA                | エチオピア | ポズナン     | 2021年10月17日 |
| 9  | 59分44秒 | ジョン・キプロティチ       | ケニア     | ウーディネ   | 2008年9月28日  |
| 10 | 59分51秒 | アンダムラク・ベリフ       | エチオピア | ニューデリー | 2017年11月19日 |

|    | タイム        | 氏名                                     | 所属       | 場所                     | 日付           |
| -- | ------------- | ---------------------------------------- | ---------- | ------------------------ | -------------- |
| 1  | 1時間06分47秒 | Degitu Azimeraw                          | エチオピア | ラアス・アル＝ハイマ     | 2018年2月9日   |
| 2  | 1時間07分13秒 | マレ・ディババ                           | エチオピア | ラスアルハイマ           | 2010年2月19日  |
| 3  | 1時間07分51秒 | Meseret BELETE                           | エチオピア | ラアス・アル＝ハイマ     | 2018年9月16日  |
| 4  | 1時間07分57秒 | アベブ・ゲラン                           | エチオピア | ラスアルハイマ           | 2009年2月20日  |
| 5  | 1時間08分17秒 | Lucy CHERUIYOT                           | ケニア     | ウースチー・ナド・ラベム | 2016年9月17日  |
| 6  | 1時間08分21秒 | ヴァレンティン・ジェプコリル・キプケテル | ケニア     | リール                   | 2011年9月3日   |
| 7  | 1時間08分36秒 | メリマ・モハメド                         | エチオピア | ニューデリー             | 2010年11月21日 |
| 8  | 1時間08分41秒 | エバリン・キモント・キムウェイ           | ケニア     | 神戸                     | 2006年11月19日 |
| 9  | 1時間09分05秒 | デリア・ケムント・アシアゴ               | ケニア     | エクセター               | 1991年5月5日   |
| 10 | 1時間09分10秒 | Muliye DEKEBO                            | エチオピア | リド・ディ・オスティア   | 2017年3月12日  |

### 参考記録
| タイム        | 氏名                     | 所属       | 場所             | 日付          | 非公認理由 | 備考 |
| ------------- | ------------------------ | ---------- | ---------------- | ------------- | ---------- | ---- |
| 1時間09分21秒 | アン・ワムチ             | ケニア     | 東京             | 1997年1月19日 | 33m下り    |      |
| 1時間09分45秒 | エスタ・ワンジロ・マイナ | ケニア     | 東京             | 1996年1月21日 | 33m下り    |      |
| 1時間09分48秒 | 秦由華                   | 日本       | リスボン         | 1998年3月15日 | 69m下り    |      |
| 1時間10分28秒 | ファツマ・ロバ           | エチオピア | ニューキャッスル | 1996年1月21日 | 30.5m下り  |      |

### ユース世界最高記録
- 樹立年の12月31日時点で年齢が18歳未満である選手のみが対象となる。

| タイム        | 名前                       | 所属       | 場所   | 日付         |
| ------------- | -------------------------- | ---------- | ------ | ------------ |
| 1時間00分38秒 | ポースティン・バハ・スッレ | タンザニア | リール | 1999年9月4日 |

| タイム        | 名前   | 所属 | 場所 | 日付           |
| ------------- | ------ | ---- | ---- | -------------- |
| 1時間12分59秒 | 孫腊梅 | 中国 | 北京 | 2007年10月21日 |

## アジア歴代10傑
|    | タイム        | 氏名                             | 所属       | 場所           | 日付           |
| -- | ------------- | -------------------------------- | ---------- | -------------- | -------------- |
| 1  | 58分40秒      | アブラハム・チェロベン           | バーレーン | コペンハーゲン | 2017年9月17日  |
| 2  | 59分27秒      | エル・ハッサン・エル・アッバッシ | バーレーン | コペンハーゲン | 2018年10月28日 |
| 2  | 59分27秒      | 太田智樹                         | 日本       | 丸亀           | 2025年2月2日   |
| 4  | 59分30秒      | 篠原倖太朗                       | 日本       | 丸亀           | 2025年2月2日   |
| 5  | 59分41秒      | ビルハヌ・バレウ                 | バーレーン | バレンシア     | 2024年10月27日 |
| 6  | 1時間00分00秒 | 小椋裕介                         | 日本       | 丸亀           | 2020年2月2日   |
| 7  | 1時間00分01秒 | ダウィト・フィカドゥ             | バーレーン | マナーマ       | 2019年3月15日  |
| 8  | 1時間00分06秒 | 藤本拓                           | 日本       | 丸亀           | 2020年2月2日   |
| 8  | 1時間00分06秒 | 工藤慎作                         | 日本       | 丸亀           | 2025年2月2日   |
| 10 | 1時間00分10秒 | アウェク・アヤリュー             | バーレーン | ニューデリー   | 2018年10月21日 |

|    | タイム        | 氏名                       | 所属             | 場所           | 日付           |
| -- | ------------- | -------------------------- | ---------------- | -------------- | -------------- |
| 1  | 1時間05分22秒 | ヴィオラ・ジェプチュンバ   | バーレーン       | プラハ         | 2017年4月1日   |
| 2  | 1時間05分47秒 | カルキダン・ゲザヘグネ     | バーレーン       | マナマ         | 2021年12月12日 |
| 3  | 1時間06分11秒 | ユニス・チュンバ           | バーレーン       | コペンハーゲン | 2017年9月17日  |
| 4  | 1時間06分13秒 | アリア・サエド・モハメッド | アラブ首長国連邦 | バレンシア     | 2018年10月28日 |
| 5  | 1時間06分38秒 | 新谷仁美                   | 日本             | ヒューストン   | 2020年1月19日  |
| 6  | 1時間06分46秒 | ユニス・キルワ             | バーレーン       | イスタンブール | 2017年4月30日  |
| 7  | 1時間07分26秒 | 福士加代子                 | 日本             | 丸亀           | 2006年2月5日   |
| 8  | 1時間07分43秒 | 野口みずき                 | 日本             | 丸亀           | 2006年2月5日   |
| 9  | 1時間07分53秒 | 加世田梨花                 | 日本             | 丸亀           | 2025年2月5日   |
| 10 | 1時間07分55秒 | 鈴木亜由子                 | 日本             | 丸亀           | 2019年2月3日   |
| 10 | 1時間07分55秒 | ドゥーシュン・チャン       | 中国             | 眉山市         | 2024年2月25日  |

### 参考記録
| タイム        | 氏名     | 所属 | 場所 | 日付          | 非公認理由 | 備考             |
| ------------- | -------- | ---- | ---- | ------------- | ---------- | ---------------- |
| 1時間06分43秒 | 千葉真子 | 日本 | 東京 | 1997年1月19日 | 33m下り    | 旧アジア最高記録 |

## U20アジア歴代10傑
- アジア陸連はハーフマラソンのU20・U18記録を公認していない
- 樹立年の12月31日時点で年齢が20歳未満である選手のみが対象となる。そのため、山本歩夢の1時間00分43秒が19歳のアジア歴代最高記録だが、山本は2002年6月24日生まれで樹立日が2022年2月13日であり、2021年12月31日までにに樹立した記録ではないためU20アジア最高記録ではない。棟方一楽は2005年1月10日生まれで樹立日が2024年11月17日であり、2024年12月31日までに樹立した記録であるためU20アジア最高記録となる。

|    | タイム        | 氏名     | 所属 | 場所 | 日付           |
| -- | ------------- | -------- | ---- | ---- | -------------- |
| 1  | 1時間01分38秒 | 棟方一楽 | 日本 | 上尾 | 2024年11月17日 |
| 2  | 1時間01分41秒 | 三浦龍司 | 日本 | 立川 | 2020年10月17日 |
| 3  | 1時間01分42秒 | 前田和摩 | 日本 | 立川 | 2023年10月14日 |
| 4  | 1時間01分46秒 | 尾熊迅斗 | 日本 | 丸亀 | 2025年2月2日   |
| 5  | 1時間01分47秒 | 大迫傑   | 日本 | 上尾 | 2010年11月21日 |
| 5  | 1時間01分47秒 | 吉居大和 | 日本 | 立川 | 2020年10月17日 |
| 7  | 1時間01分51秒 | 野村優作 | 日本 | 立川 | 2020年10月17日 |
| 8  | 1時間02分02秒 | 青木瑠郁 | 日本 | 丸亀 | 2023年2月5日   |
| 9  | 1時間02分03秒 | 鬼塚翔太 | 日本 | 上尾 | 2016年11月20日 |
| 10 | 1時間02分05秒 | 相澤晃   | 日本 | 上尾 | 2016年11月20日 |
| 10 | 1時間02分05秒 | 谷中晴   | 日本 | 上尾 | 2024年11月17日 |

|    | タイム        | 氏名       | 所属 | 場所   | 日付           |
| -- | ------------- | ---------- | ---- | ------ | -------------- |
| 1  | 1時間09分45秒 | 岩出玲亜   | 日本 | 岡山   | 2013年12月23日 |
| 2  | 1時間10分05秒 | 藤井裕美   | 日本 | 山口   | 2002年3月10日  |
| 3  | 1時間10分46秒 | 原裕美子   | 日本 | 名古屋 | 2001年11月23日 |
| 3  | 1時間10分46秒 | 宮井仁美   | 日本 | 丸亀   | 2004年2月1日   |
| 5  | 1時間10分53秒 | 寺田惠     | 日本 | 京都   | 2004年3月14日  |
| 6  | 1時間11分01秒 | 張瑩瑩     | 中国 | 揚州   | 2009年4月26日  |
| 7  | 1時間11分10秒 | 斎藤由貴   | 日本 | 宮崎   | 1999年1月6日   |
| 8  | 1時間11分12秒 | 飯島希望   | 日本 | 松江   | 2003年3月16日  |
| 9  | 1時間11分16秒 | 大越一恵   | 日本 | 丸亀   | 2000年2月6日   |
| 10 | 1時間11分18秒 | 中村友梨香 | 日本 | 岡山   | 2005年12月23日 |

### 参考記録
| タイム        | 氏名     | 所属 | 場所     | 日付          | 非公認理由 | 備考 |
| ------------- | -------- | ---- | -------- | ------------- | ---------- | ---- |
| 1時間09分48秒 | 秦由華   | 日本 | リスボン | 1998年3月15日 | 69m下り    |      |
| 1時間11分14秒 | 渋井陽子 | 日本 | 東京     | 1998年1月25日 | 33m下り    |      |

### ユースアジア最高記録
- 樹立年の12月31日時点で年齢が18歳未満である選手のみが対象となる。

| タイム        | 名前   | 所属 | 場所 | 日付           |
| ------------- | ------ | ---- | ---- | -------------- |
| 1時間02分33秒 | 陳尚東 | 中国 | 北京 | 2008年10月19日 |

| タイム        | 名前   | 所属 | 場所 | 日付           |
| ------------- | ------ | ---- | ---- | -------------- |
| 1時間12分59秒 | 孫腊梅 | 中国 | 北京 | 2007年10月21日 |

## 日本歴代10傑
|    | タイム        | 氏名       | 所属         | 場所                     | 日付           |
| -- | ------------- | ---------- | ------------ | ------------------------ | -------------- |
| 1  | 59分27秒      | 太田智樹   | トヨタ自動車 | 丸亀                     | 2025年2月2日   |
| 2  | 59分30秒      | 篠原倖太朗 | 駒澤大学     | 丸亀                     | 2025年2月2日   |
| 3  | 1時間00分00秒 | 小椋裕介   | ヤクルト     | 丸亀                     | 2020年2月2日   |
| 4  | 1時間00分06秒 | 藤本拓     | トヨタ自動車 | 丸亀                     | 2020年2月2日   |
| 4  | 1時間00分06秒 | 工藤慎作   | 早稲田大学   | 丸亀                     | 2025年2月2日   |
| 6  | 1時間00分17秒 | 設楽悠太   | ホンダ       | ウースチー・ナド・ラベム | 2017年9月16日  |
| 7  | 1時間00分19秒 | 市田孝     | 旭化成       | 山口                     | 2021年2月14日  |
| 8  | 1時間00分22秒 | 市山翼     | サンベルクス | 山口                     | 2025年2月9日   |
| 9  | 1時間00分25秒 | 佐藤敦之   | 中国電力     | ウーディネ               | 2007年10月14日 |
| 10 | 1時間00分26秒 | 馬場賢人   | 立教大学     | 丸亀                     | 2025年2月2日   |

|    | タイム        | 氏名       | 所属             | 場所         | 日付           |
| -- | ------------- | ---------- | ---------------- | ------------ | -------------- |
| 1  | 1時間06分38秒 | 新谷仁美   | 積水化学         | ヒューストン | 2020年1月19日  |
| 2  | 1時間07分26秒 | 福士加代子 | ワコール         | 丸亀         | 2006年2月5日   |
| 3  | 1時間07分43秒 | 野口みずき | シスメックス     | 丸亀         | 2006年2月5日   |
| 4  | 1時間07分53秒 | 加世田梨花 | ダイハツ         | 丸亀         | 2025年2月2日   |
| 5  | 1時間07分55秒 | 鈴木亜由子 | 日本郵政グループ | 丸亀         | 2019年2月3日   |
| 6  | 1時間08分03秒 | 五島莉乃   | 資生堂           | 山口         | 2022年2月13日  |
| 7  | 1時間08分11秒 | 赤羽有紀子 | ホクレン         | 山口         | 2008年3月16日  |
| 8  | 1時間08分13秒 | 安藤友香   | ワコール         | 山口         | 2022年2月13日  |
| 9  | 1時間08分21秒 | 吉薗栞     | 天満屋           | 岡山         | 2024年12月15日 |
| 10 | 1時間08分25秒 | 伊澤菜々花 | スターツ         | 岡山         | 2024年12月15日 |

### 参考記録
| タイム        | 氏名     | 所属         | 場所 | 日付          | 非公認理由 | 備考             |
| ------------- | -------- | ------------ | ---- | ------------- | ---------- | ---------------- |
| 1時間00分42秒 | 大崎栄   | 旭化成       | 東京 | 1996年1月21日 | 33m下り    |                  |
| 1時間00分42秒 | 早田俊幸 | 鐘紡         | 東京 | 1996年1月21日 | 33m下り    |                  |
| 1時間00分49秒 | 浦田春生 | 本田技研工業 | 東京 | 1995年1月22日 | 33m下り    | 旧アジア最高記録 |

| タイム        | 氏名     | 所属     | 場所 | 日付          | 非公認理由 | 備考           |
| ------------- | -------- | -------- | ---- | ------------- | ---------- | -------------- |
| 1時間06分43秒 | 千葉真子 | 旭化成   | 東京 | 1997年1月19日 | 33m下り    | 旧世界最高記録 |
| 1時間08分18秒 | 真木和   | ワコール | 東京 | 1996年1月21日 | 33m下り    |                |
| 1時間08分18秒 | 市川良子 | JAL・AC  | 東京 | 1997年1月19日 | 33m下り    |                |
| 1時間08分41秒 | 片岡純子 | 富士銀行 | 東京 | 1994年1月23日 | 33m下り    |                |

## 日本学生歴代10傑
日本学生陸上競技連合は非公認コースの記録も学生記録として公認している。
|    | タイム        | 氏名                       | 所属         | 場所                 | 日付           |
| -- | ------------- | -------------------------- | ------------ | -------------------- | -------------- |
| 1  | 59分30秒      | 篠原倖太朗                 | 駒澤大学     | 丸亀                 | 2025年2月2日   |
| 1  | 59分30秒      | リチャード・エティーリ     | 東京国際大学 | ベルリン             | 2025年4月6日   |
| 3  | 59分48秒      | メクボ・ジョブ・モグス     | 山梨学院大学 | 丸亀                 | 2007年2月4日   |
| 4  | 59分51秒      | ライモイ・ヴィンセント     | 国士舘大学   | ラアス・アル＝ハイマ | 2020年2月21日  |
| 5  | 1時間00分06秒 | 工藤慎作                   | 早稲田大学   | 丸亀                 | 2025年2月2日   |
| 6  | 1時間00分11秒 | アモス・ベット             | 東京国際大学 | 丸亀                 | 2024年2月4日   |
| 7  | 1時間00分13秒 | ジョセフ・ラジニ           | 拓殖大学     | 立川                 | 2020年10月17日 |
| 8  | 1時間00分16秒 | シャドラック・キップケメイ | 日本大学     | 立川                 | 2023年10月14日 |
| 9  | 1時間00分17秒 | デニス・キプルト           | 日本薬科大学 | 立川                 | 2023年10月14日 |
| 10 | 1時間00分23秒 | ノア・キプリモ             | 日本薬科大学 | 立川                 | 2020年10月17日 |

|    | タイム        | 氏名       | 所属       | 場所     | 日付            |
| -- | ------------- | ---------- | ---------- | -------- | --------------- |
| 1  | 1時間09分29秒 | 藤永佳子   | 筑波大学   | 神戸     | 2001年12月16日  |
| 2  | 1時間09分36秒 | 松本こずえ | 中央大学   | 東京     | 1997年1月19日＊ |
| 3  | 1時間09分58秒 | 中地こころ | 立命館大学 | 大阪     | 2025年1月26日   |
| 4  | 1時間10分00秒 | 田中真知   | 名城大学   | 犬山     | 2004年2月29日   |
| 5  | 1時間10分10秒 | 飛田凜香   | 立命館大学 | 大阪     | 2023年1月29日   |
| 6  | 1時間10分13秒 | 曽谷真理   | 城西大学   | コシツェ | 1997年10月4日   |
| 7  | 1時間10分17秒 | 福永楓香   | 立命館大学 | 大阪     | 2025年1月26日   |
| 8  | 1時間10分34秒 | 野村沙世   | 名城大学   | 丸亀     | 2012年2月5日    |
| 9  | 1時間10分40秒 | 飯島希望   | 佛教大学   | 宮崎     | 2004年1月6日    |
| 10 | 1時間10分44秒 | 土屋舞琴   | 立命館大学 | 大阪     | 2025年1月26日   |

＊非公認コース

### 日本人学生歴代10傑
|    | タイム        | 氏名       | 所属         | 場所 | 日付          |
| -- | ------------- | ---------- | ------------ | ---- | ------------- |
| 1  | 59分30秒      | 篠原倖太朗 | 駒澤大学     | 丸亀 | 2025年2月2日  |
| 2  | 1時間00分06秒 | 工藤慎作   | 早稲田大学   | 丸亀 | 2025年2月2日  |
| 3  | 1時間00分26秒 | 馬場賢人   | 立教大学     | 丸亀 | 2025年2月2日  |
| 4  | 1時間00分30秒 | 上原琉翔   | 國學院大學   | 丸亀 | 2025年2月2日  |
| 5  | 1時間00分31秒 | 吉田礼志   | 中央学院大学 | 丸亀 | 2023年2月5日  |
| 6  | 1時間00分32秒 | 帰山侑大   | 駒澤大学     | 丸亀 | 2025年2月2日  |
| 7  | 1時間00分40秒 | 山野力     | 駒澤大学     | 山口 | 2022年2月13日 |
| 8  | 1時間00分43秒 | 山本歩夢   | 國學院大學   | 山口 | 2022年2月13日 |
| 8  | 1時間00分43秒 | 松山和希   | 東洋大学     | 山口 | 2022年2月13日 |
| 10 | 1時間00分45秒 | 吉中祐太   | 中央大学     | 丸亀 | 2025年2月2日  |
| 10 | 1時間00分45秒 | 近田陽路   | 中央学院大学 | 丸亀 | 2025年2月2日  |

## U20日本歴代10傑
- 日本陸上競技連盟はハーフマラソンのジュニア記録を公認していない
- 樹立年の12月31日時点で年齢が20歳未満である選手のみが対象となる。そのため、山本歩夢の1時間00分43秒が高卒1年目の歴代最高記録だが、山本は2002年6月24日生まれで樹立日が2022年2月13日であり、2021年12月31日までにに樹立した記録ではないためU20日本最高記録ではない。棟方一楽は樹立当時高卒2年目であったが、2005年1月10日生まれで樹立日が2024年11月17日であり、2024年12月31日までに樹立した記録であるためU20日本最高記録となる。なお、高卒2年目の歴代最高記録は工藤慎作の1時間00分06秒である。

|    | タイム        | 氏名     | 所属         | 場所 | 日付           |
| -- | ------------- | -------- | ------------ | ---- | -------------- |
| 1  | 1時間01分38秒 | 棟方一楽 | 大東文化大学 | 上尾 | 2024年11月17日 |
| 2  | 1時間01分41秒 | 三浦龍司 | 順天堂大学   | 立川 | 2020年10月17日 |
| 3  | 1時間01分42秒 | 前田和摩 | 東京農業大学 | 立川 | 2023年10月14日 |
| 4  | 1時間01分46秒 | 尾熊迅斗 | 國學院大學   | 丸亀 | 2025年2月2日   |
| 5  | 1時間01分47秒 | 大迫傑   | 早稲田大学   | 上尾 | 2010年11月21日 |
| 5  | 1時間01分47秒 | 吉居大和 | 中央大学     | 立川 | 2020年10月17日 |
| 7  | 1時間01分51秒 | 野村優作 | 順天堂大学   | 立川 | 2020年10月17日 |
| 8  | 1時間02分02秒 | 青木瑠郁 | 國學院大學   | 丸亀 | 2023年2月5日   |
| 9  | 1時間02分03秒 | 鬼塚翔太 | 東海大学     | 上尾 | 2016年11月20日 |
| 10 | 1時間02分05秒 | 相澤晃   | 東洋大学     | 上尾 | 2016年11月20日 |
| 10 | 1時間02分05秒 | 谷中晴   | 駒澤大学     | 上尾 | 2024年11月17日 |

|    | タイム        | 氏名       | 所属         | 場所   | 日付           |
| -- | ------------- | ---------- | ------------ | ------ | -------------- |
| 1  | 1時間09分45秒 | 岩出玲亜   | ノーリツ     | 岡山   | 2013年12月23日 |
| 2  | 1時間10分05秒 | 藤井裕美   | デオデオ     | 山口   | 2002年3月10日  |
| 3  | 1時間10分46秒 | 原裕美子   | 京セラ       | 名古屋 | 2001年11月23日 |
| 3  | 1時間10分46秒 | 宮井仁美   | 豊田自動織機 | 丸亀   | 2004年2月1日   |
| 5  | 1時間10分53秒 | 寺田惠     | 関西学院大学 | 京都   | 2004年3月14日  |
| 6  | 1時間11分10秒 | 斎藤由貴   | 玉川大学     | 宮崎   | 1999年1月6日   |
| 7  | 1時間11分12秒 | 飯島希望   | 佛教大学     | 松江   | 2003年3月16日  |
| 8  | 1時間11分16秒 | 大越一恵   | ダイハツ     | 丸亀   | 2000年2月6日   |
| 9  | 1時間11分18秒 | 中村友梨香 | 天満屋       | 岡山   | 2005年12月23日 |
| 10 | 1時間11分23秒 | 松田奈実   | シスメックス | 松江   | 2006年3月19日  |

### 参考記録
| タイム        | 氏名     | 所属     | 場所     | 日付          | 非公認理由 | 備考 |
| ------------- | -------- | -------- | -------- | ------------- | ---------- | ---- |
| 1時間09分48秒 | 秦由華   | 三井海上 | リスボン | 1998年3月15日 | 69m下り    |      |
| 1時間11分14秒 | 渋井陽子 | 三井海上 | 東京     | 1998年1月25日 | 33m下り    |      |

### 高校最高記録
| タイム        | 氏名     | 所属         | 場所 | 日付          | 備考 |
| ------------- | -------- | ------------ | ---- | ------------- | ---- |
| 1時間03分15秒 | 南坂柚汰 | 倉敷高等学校 | 総社 | 2023年2月26日 |      |

## 主な大会

### 海外大会
- 世界ロードランニング選手権大会
- ニューヨーク・シティ・ハーフマラソン（英語版）

### 国内大会

#### 1月
- みのかもハーフマラソン
- 大阪ハーフマラソン
- NAGOハーフマラソン
- 一色マラソン大会
- 高根沢元気あっぷハーフマラソン

#### 2月
- 香川丸亀国際ハーフマラソン
- 神奈川マラソン
- 全日本実業団ハーフマラソン
- KIX泉州国際マラソン（ハーフマラソンの部）
- 読売犬山ハーフマラソン
- 浜松シティマラソン

#### 3月
- かかみがはらシティマラソン
- 刃物のまち関シティマラソン
- 名古屋シティマラソン
- 立川シティハーフマラソン
- 玉名ハーフマラソン
- まつえレディースハーフマラソン
- 穂の国・豊橋ハーフマラソン

#### 4月
- 恵那峡ハーフマラソン
- 焼津みなとマラソン
- 魚津しんきろうマラソン
- 高橋尚子杯ぎふ清流ハーフマラソン

#### 5月
- 仙台国際ハーフマラソン大会
- 軽井沢ハーフマラソン

#### 6月
- 信州安曇野ハーフマラソン
- 嬬恋高原キャベツマラソン

#### 7月
- やぶはら高原はくさいマラソン
- 函館マラソン（ハーフマラソンの部）
- 士別ハーフマラソン

#### 9月
- 一関国際ハーフマラソン

#### 10月
- 北見ハーフマラソン
- 千葉アクアラインマラソン
- 松島ハーフマラソン大会
- 東京レガシーハーフマラソン

#### 11月
- 尚巴志ハーフマラソン
- 上尾シティハーフマラソン
- 世田谷246ハーフマラソン
- 小江戸川越ハーフマラソン
- 宮古サーモン・ハーフマラソン
- 長崎ベイサイドマラソン

#### 12月
- 野口みずき杯中日三重お伊勢さんマラソン
- おおがきマラソン
- 山陽女子ロードレース（ハーフマラソンの部）

#### 終了・廃止した大会
- 札幌国際ハーフマラソン（終了）
- 東京シティハーフマラソン（終了）
- 名古屋ハーフマラソン（終了）
- 京都シティハーフマラソン（終了）
- 神戸全日本女子ハーフマラソン（終了）
- 宮崎女子ロードレース（終了）